# Бронкі
Бронкі (пол. Bronki, нім. Breunken) — село в Польщі, у гміні Вільчента Браневського повіту Вармінсько-Мазурського воєводства.
Населення — 40 осіб (2011).
У 1975-1998 роках село належало до Ельблонзького воєводства.

## Демографія
Демографічна структура станом на 31 березня 2011 року:
|          | Загалом | Допрацездатний вік | Працездатний вік | Постпрацездатний вік |
| -------- | ------- | ------------------ | ---------------- | -------------------- |
| Чоловіки | 22      | 1                  | 18               | 3                    |
| Жінки    | 18      | 3                  | 11               | 4                    |
| Разом    | 40      | 4                  | 29               | 7                    |